# Хронологија Народноослободилачке борбе 1944.
| ◄ 1930—1939.                                                              |              |
| 1940. 1941 / 1941. 1942. 1943. 1944. 1945 / 1945. 1946. 1947. 1948. 1949. | 1950—1959. ► |

Хронолошки преглед важнијих догађаја Народноослободилачке борбе народа Југославије, који су се десили током 1944. године.
| Јануар Фебруар Март Април Мај Јун Јул Август Септембар Октобар Новембар Децембар |

## Јануар

### 10—16. јануар
- Битка за Ивањицу јануара 1944.

### 22—24. јануар
- Напад НОВЈ на Чаглин јануара 1944.

## Фебруар
- Фебруарски поход у Македонији

## Март

#### 6. март
- У близини Требиња, код железничке станице Грмљани, на железничкој прузи између Хума и Габеле, један батаљон Јужнохерцеговачког партизанског одреда уништио немачки војни транспортни воз, а транспортовану јединицу разбио. У овој акцији рањено је 40, а погинуло 58 војника из Првог батаљона 369. пука немачке 369. легионарске дивизије (види чланак Заседа у Поповом пољу 6. марта 1944.).

#### 18. март
- У селу Манојловци, код Тополе, припадници Качаревске четничке бригаде, убили активисткињу Народноослободилачког покрета Софију Ристић (1903—1944), народног хероја, због сумње да у земуници у свом дворишту скрива рањене партизане.

#### 28. март
- У селу Слатини, код Доњег Вакуфа, делови немачке Седме СС дивизије „Принц Еуген“ напали Први батаљон Девете крајишке ударне бригаде, бригадну болницу и Штаб бригаде. После четворочасовне борбе, непријатељ се повукао у Доњи Вакуф. У току ове борбе погинуо је заменик команданта Првог батаљона Милош Ждеро, народни херој.

## Април

#### 9. април
- Почео Напад НОВЈ на Цазин априла 1944. и трајао до 11. априла.

#### 13. април
- Борба у Ломници априла 1944.

## Мај

#### 10. мај
- Изведен је напад НОВЈ на Шолту маја 1944. извела га је 26. далматинска дивизија НОВЈ.

## Јун

#### 2—4. јун
- Напад на Брач јуна 1944.

#### 8. јун
- У селу Лелићу, код Ваљева, четници заклали секретара Окружног комитета КПЈ за Ваљеву Милицу Павловић Дару (1915-1944), народног хероја.

#### 8—12. јун
- Операција Фолмонд

#### 19. јун
- Напад НОВЈ на Подгорач јуна 1944.

#### 30. јун
- Напад НОВЈ на Босиљево јуна 1944.

| Јануар Фебруар Март Април Мај Јун Јул Август Септембар Октобар Новембар Децембар |

## Септембар
- Борбе за Аранђеловац септембра 1944.

#### 12. септембар
- Напад НОВЈ на Брач септембра 1944. трајао је до 17. септембра.

#### 13. септембар
- Напад НОВЈ на Цазин септембра 1944.

#### 14. септембар
- Између села Галгова и Капиџије, код Крушевца, делови Треће српске ударне бригаде водили борбу против четника и протерали их ка реци Расини, наневши им губитке од 4 погинула и више рањених. Међу погинулим партизанима био је и заменик командира Треће чете Трећег батаљона Војислав Манојловић, народни херој.
- Ослобођење Ваљева септембра 1944.

| Јануар Фебруар Март Април Мај Јун Јул Август Септембар Октобар Новембар Децембар |

## Октобар

#### 1. октобар
- Јединице Треће ударне и 37. санџачке дивизије ослободиле су Пљевља.

#### 2. октобар
- Ослобођен Петровград - данашњи Зрењанин.

#### 5. октобар
- Јединице 29. херцеговачке дивизије, ојачане деловима Друге далматинске бригаде, после вишедневних борби ослободиле Требиње.
- У току ноћи 5/6. октобар у затвору у Љубљани умрла Вида Јанежић Вилма Лучка, секретар Окружног одбора Освободилне фронте за Љубљану и народни херој.

#### 8. октобар
- Јединице НОВ и ПОЈ, у сарадњи са Бугарском армијом и авијацијом Црвене армије, отпочеле борбе на сектору Ниш-Лесковац-Власотинце тзв. „Нишка операција“. Ове борбе трајале су до 14. октобра и резултовале су ослобођењем читаве долине Јужне Мораве и свих места источно од ње.

#### 10. октобар
- У борбама приликом ослобођења Обреновца, код села Звечка, погинула Вера Мишчевић, борац Трећег батаљона Трећа војвођанске бригаде и народни херој.
- После дводневних борби, јединице Прве власотиначке бригаде, уз садејство са деловима бугарске тенковске бригаде, ослободиле су Власотинце.

#### 11. октобар
- После тешких дводневних борби, јединице 46. српске дивизије ослободиле су Врање.
- После тешких четвородневних борби, јединице 47. српске дивизије ослободиле су Лесковац.
- Јединице Прве армијске групе НОВЈ, под командом генерал-лајтанта Пеке Дапчевића, уз садејство са јединицама Четвртог механизованог корпуса Црвене армије, под командом генерал-лајтанта Владимира Жданова, отпочеле су борбе за ослобођење Београда тзв. „Београдска операција“. Ове борбе трајале су до 20. октобра и резултовале су ослобођењем Београда, заузимањем свих места око њега и преласком партизанских јединица преко Саве у Срем.

#### 13. октобар
- Напредујући ка Београду, јединице Прве пролетерске и Шесте личке дивизије заузеле су Авалу и продужиле наступање ка граду. У току овог дана јединице Једанаесте крајишке и Шеснаесте војвођанске дивизије водиле су тешке борбе против немачких снага на линији Жарково-Макиш.

#### 14. октобар
- У склопу борби током Нишке операције, ослобођен је град Ниш. У град су најпре око поднева продрле јединице 22. српске дивизије, касније су из правца Нишке Бање у град ушле јединице Шесте бугарске дивизије, а из правца Каменице јединице 45. српске дивизије са делом совјетских моторизованих снага.
- У споразуму са командантом Четвртог механизованог корпуса Црвене армије, Владимиром Ждановим, Штаб Прва армијске групе израдио је план непосредног напада на град Београд. По овом плану за „главни удар“ је изабран правац: Авалски друм-Трг Славија-Савски мост у циљу разбијања Немаца на два дела и спречавања рушења Савског моста. За „помоћни удар“ је изабран правац: Александрова улица-Панчевачки мост.

- Јединице Првог пролетерског корпуса, уз подршку совјетских тенкова и артиљерије, разбиле су утврђене немачке положаје у рејону Бањица-Дедиње-Раковица-Топчидер и отпочеле напад на сам град Београд. У исто време јединице Дванаестог војвођанског корпуса, савладале су отпор Немаца на линији Жарково-Макиш и избиле на Баново брдо и у Кошутњак, док је 36. војвођанска дивизија успела да ослободи Обреновац приморавајући део немачких снага да се повуче преко Саве у Срем.

#### 14/15. октобар
- На путу за болницу у Ваљеву, преминула Анка Матић Грозда, политички комесар чете у Другој војвођанској бригади и народни херој, која је тог дана била рањена у борбама за на прилазима Београду.

#### 15. октобар
- Јединице НОВЈ и Црвене армије продрле су до центра Београда - Пета крајишка дивизија продрла је Александровом улицом до зграде Техничког факултета, а у току ноћи 15/16. и до зграде Електричне централе, док је једна њена бригада остала у Малом Мокром Лугу да у садејству са 21. српском дивизијом савлада немачку групацију јачине 2.500 војника; Прва пролетерска дивизија је, борећи се у уличним борбама за сваку кућу, продрла до Славије; Шеста личка дивизија је заузела Сарајевску улицу и у рејону зграда министарстава, између улица Милоша Великог и зграде железничке станице водила тешке борбе с Немцима. Дванаести корпус савладао је немачки отпор на Чукарици, а поједини његови делови су продрли до железничке станице.

#### 16. октобар
- Јединице Пете крајишке бригаде, уз садејство са моторизованом бригадом Црвене армије, ослободиле су Смедерево и Гроцку.
- Током борби за ослобођење Београда, јединице Тринаесте и Друге пролетерске бригаде уништиле су немачку групацију на Вождовцу.

#### 17. октобар
- Током борби за ослобођење Београда, у борби са немачким снагама на Славији, погинули командант и политички комесар Првог црногорског батаљона Прве пролетерске бригаде - Душан Милутиновић и Блажо Попивода, народни хероји.

#### 18. октобар
- Јединице 29. херцеговачке и 26. далматинске дивизије ослободиле су Дубровник и обалски појас од Пељешца до Херцег Новог.
  - Током борби за ослобођење Београда, у борби са немачким снагама у Дечанској улици, погинуо капетан Милисав Ђуровић, командант Четвртог батаљона Осме црногорске бригаде и народни херој.

#### 19. октобар
- У склопу борби током Београдске операције, код засеока Поповићи, западно од Рипња, у борби против јаких немачких снага погинуо је мајор Махмут Ибрахимпашић Машо политички комесар Пете крајишке бригаде и народни херој.

#### 20. октобар
- После деветодневних тешких борби, ослобођен је Београд главни град Нове Југославије. У 8 часова ујутро савладан је последњи немачки отпор у граду. Брзим продором партизанских и совјетских снага заузет је мост на Сави чиме је отпочело наступање у Срем. Једна бригада Прве пролетерске и две бригаде Шесте личке дивизије, и део совјетских снага прешле су преко Саве и отпочеле борбе за Земун и Бежанијску косу.
- У току борби за ослобођење Травника, погинуо Јосип Мажар Шоша, начелник Оперативног одељења Петог ударног корпуса и народни херој.

#### 21. октобар
- Јединице 17. источнобосанске дивизије, уз садејство са јединицама Црвене армије, ослободиле су Крагујевац.

#### 22. октобар
- Јединице Петог ударног корпуса, су после дводневних жестоких борби ослободиле Травник. У току ових борби, приликом напада на опкољене усташе у касарни, у тенку погинули Петар Мећава, командант Десете крајишке дивизије и Лазар Марин, командант Тенковске чете Петог ударног корпуса, народни хероји.
- Јединице Шесте личке дивизије, уз садејство једне бригаде Прве пролетерске дивизије и совјетских јединица, ослободиле су Земун.

#### 23. октобар
- Приликом доласка из Панчева у ослобођени Београд, погинуо генерал-лајтант Иван Милутиновић, члан Политбироа ЦК КПЈ, Врховног штаба НОВ и ПОЈ, Председништва АВНОЈ-а и НКОЈ-а и народни херој, када је бродић у ком се налазио налетео на мину и потонуо, на Дунаву, недалеко од Вишњице.

#### 23/24. октобар
- Новосадски партизански одред ослободио је Нови Сад.

#### 27. октобар
- У Звечеву у непријатељској диверзији погинуо потпуковник Јован Маринковић Иво, обавештајни официр Шестог славонског корпуса и народни херој.

#### 29. октобар
- После тешких борби, јединице 41. македонске дивизије, уз садејство Прве македонске бригаде, ослободиле су Прилеп. Ослобођењем Прилепа онемогућено је немачко повлачење од Велеса ка Скопљу, због чега су Немци с јаким снагама покушали да поново заузму правац повлачења Битољ-Скопље.

#### 31. октобар
- У Новом Саду формирана је 51. војвођанска дивизија, у чији су састав ушле Седма, Осма и Дванаеста војвођанска бригада.

| Јануар Фебруар Март Април Мај Јун Јул Август Септембар Октобар Новембар Децембар |

## Новембар

#### 1. новембар
- Јединице 16. војвођанске ударне дивизије ослободиле Сремску Митровицу.
- На положају село Седобро — село Расно, код Пријепоља делови Пете санџачке ударне бригаде водили борбу против око 500 немачких војника и одбацили их ка комуникацији Пријепоље—Прибој. Непријатељ је имао знатне губитке, а заплењено је шест митраљеза, три пушкомитраљеза, три аутомата, пет минобацача, седам пиштоља, 60 пушака и доста другог материјала. Губици делова Пете санџаке бригаде су били - 6 мртвих и 1 рањен борац. Међу погинулим борцима био је и политички комесар Пете санџачке бригаде Живко Џувер (1919—1944), народни херој.

#### 2. новембар
- Јединице 41. и 49. македонске дивизије ослободиле Прилеп.

#### 7. новембар
- Код Черномеља, несрећним случајем, погинуо командант Главног штаба НОВ и ПО Словеније Франц Розман Стане, народни херој.

#### 9. новембар
- Јединице 42. македонске дивизије ослободиле Велес.
- У Београду отпочело четвородневно Прво заседање АСНО Србије. На заседању су прихваћене одлуке Другог заседања АВНОЈ-а и изабран Главни НОО Србије.
- Јединице Четврте косовско-метохијске НОУ бригаде ослободиле Ђаковицу.

#### 11. новембар
- Један пук 233. пешадијске дивизије Црвене армије и три батаљона Дванаесте војвођанске бригаде 51. војвођанске ударне дивизије НОВЈ форсирали реку Дунав, заузели село Батину, у Барањи и успоставили мостобран на десној обали Дунава.

#### 13. новембар
- Десета црногорска ударна бригада, уз садејство Шесте црногорске ударне бригаде, ослободила Цетиње.
- Јединице 42. македонске дивизије ослободиле Скопље.

#### 16. новембар
- У Београду отпочело Прво заседање УСАО Србије.

#### 18. новембар
- Почела Битка за Нашице 1944. и трајала 7 дана.

#### 18/19. новембар
- Трећа пролетерска НОУ бригада ослободила Пљевља.

#### 19. новембар
- Председништво АВНОЈ-а, на предлог АСНО Србије, донело одлуку којом је, генералном секретару ЦК КПЈ и Врховном команданту НОВ и ПОЈ, маршалу Јосипу Брозу Титу додељен Орденом народног хероја.

#### 24. новембар
- Друга далматинска бригада ослободила Пераст, Рисан и Котор.

#### 26. новембар
- Јединице Осмог корпуса НОВЈ започеле книнску операцију, која је завршена 4. децембра ослобођењем Книна.

#### 29. новембар
- Јединице Друге пролетерске ударне дивизије, уз садејство 25. дивизије НОВЈ и 223. пешадијске дивизије Црвене армије, ослободиле Краљево.

#### 30. новембар
- Јединице 22. ударне дивизије ослободиле Нови Пазар.

## Децембар
| Јануар Фебруар Март Април Мај Јун Јул Август Септембар Октобар Новембар Децембар |